# 和歌山県警察部
和歌山県警察部（わかやまけんけいさつぶ）は、戦前の内務省監督下の和歌山県が設置した府県警察部であり、和歌山県内を管轄区域とする。
1948年（昭和23年）3月6日に廃止となり、和歌山県警察部は国家地方警察和歌山県本部と和歌山市警察などの自治体警察に再編されることになった。

## 沿革
- 1875年（明治8年）12月　和歌山県庁に第四課を設置。
- 1880年（明治13年）4月　和歌山県警察本署に改称。
- 1886年（明治19年）7月　和歌山県警察本部に改称。
- 1890年（明治23年）10月　和歌山県警察部に改称。
- 1905年（明治38年）4月　和歌山県第四部に改称。
- 1907年（明治40年）7月　和歌山県警察部に改称。
- 1928年（昭和3年）7月　特別高等警察課を設置。
- 1945年（昭和20年）10月　特別高等警察が廃止。

## 組織
1927年（昭和2年）時点
- 警務課
- 高等警察課
- 保安課
- 刑事課
- 衛生課
- 工場課

## 警察署
1927年（昭和2年）時点
- 和歌山警察署
- 加太警察署
- 黒江警察署
- 岩出警察署
- 粉河警察署
- 東野上警察署
- 橋本警察署
- 妙寺警察署
- 高野警察署
- 湯浅警察署
- 鳥屋城警察署
- 御坊警察署
- 南部警察署
- 田辺警察署
- 周参見警察署
- 串本警察署
- 新宮警察署
- 古座警察署
- 本宮警察署

## 歴代部長
| 代 | 官職名                  | 氏名       | 就任日         | 退任日         | 前職                               | 後職                                  | 備考                   |
| -- | ----------------------- | ---------- | -------------- | -------------- | ---------------------------------- | ------------------------------------- | ---------------------- |
| -  | 二等警部 第四課長       | 蘆谷久敬   | 1875年12月18日 | 1876年7月6日   | 和歌山県権中属                     | -                                     |                        |
| -  | 中属兼二等警部 第四課長 | 蘆谷久敬   | 1876年7月6日   | 1876年10月13日 | -                                  | -                                     |                        |
| -  | 二等警部 第四課長       | 蘆谷久敬   | 1876年10月13日 | 1877年1月25日  | -                                  | -                                     |                        |
| -  | 四等警部 第四課長       | 蘆谷久敬   | 1877年1月25日  | 1878年4月4日   | -                                  | 依願免本官                            |                        |
| -  | 二等警部 第四課長       | 大森亮采   | 1878年4月11日  | 1878年11月30日 | 千葉県属                           | -                                     |                        |
| -  | 二等警部 警保課長       | 大森亮采   | 1878年11月30日 | 1879年1月4日   | -                                  | -                                     |                        |
| -  | 一等警部 警保課長       | 大森亮采   | 1879年1月4日   | 1880年1月20日  | -                                  | 依願免本官                            |                        |
| -  | 五等警部 警保課長心得   | 浜田時郎   | 1880年1月20日  | 1880年5月10日  | 和歌山警察署長                     | -                                     |                        |
| -  | 五等警部 警察本署長     | 浜田時郎   | 1880年5月10日  | 1881年1月4日   | -                                  | -                                     |                        |
| -  | 四等警部 警察本署長     | 浜田時郎   | 1881年1月4日   | 1882年1月25日  | -                                  | 警察本署諸務係                        |                        |
| 1  | 警部長 警察本署長       | 秋山恕卿   | 1882年1月25日  | 1883年10月20日 | 石川県一等属・衛生課長             | 和歌山県少書記官                      |                        |
| 2  | 警部長 警察本署長       | 松井通昭   | 1883年12月10日 | 1886年2月26日  | 鳥取県警部長心得                   | 検事                                  |                        |
| 3  | 警部長 警察本署長       | 山根恭太   | 1886年2月26日  | 1886年7月20日  | 豊岡県出仕権参事                   | -                                     |                        |
| 3  | 警部長 警察本部長       | 山根恭太   | 1886年7月20日  | 1886年10月23日 | -                                  | 検事                                  |                        |
| 4  | 警部長 警察本部長       | 森尾茂助   | 1886年10月23日 | 1889年5月4日   | 非職根室農工事務所副長             | 山梨県警部長                          |                        |
| 5  | 警部長 警察本部長       | 山中幸義   | 1889年5月4日   | 1890年10月11日 | 山梨県警部長                       | -                                     |                        |
| 5  | 警部長 警察部長         | 山中幸義   | 1890年10月11日 | 1896年3月12日  | -                                  | 大分県警部長                          |                        |
| 6  | 警部長 警察部長         | 小林南八   | 1896年3月12日  | 1898年3月19日  | 鳥取県警部長                       | 札幌郵便電信局長                      |                        |
| 7  | 警部長 警察部長         | 吉井常也   | 1898年3月19日  | 1899年4月8日   | 島根県簸川郡長                     | 和歌山県内務部長                      |                        |
| 8  | 警部長 警察部長         | 青木定謙   | 1899年4月8日   | 1900年4月1日   | 島根県警部長                       | 新潟県警部長                          |                        |
| 9  | 警部長 警察部長         | 樋脇盛苗   | 1900年4月1日   | 1903年1月15日  | 広島県警部長                       | 宮城県警部長                          |                        |
| 10 | 警部長 警察部長         | 桜井高尚   | 1903年1月15日  | 1905年4月19日  | 宮城県警部長                       | -                                     |                        |
| 10 | 事務官 第四部長 警務長  | 桜井高尚   | 1905年4月19日  | 1906年7月28日  | -                                  | 福岡県事務官・第四部長                |                        |
| 11 | 事務官 第四部長 警務長  | 佐藤孝三郎 | 1906年7月28日  | 1907年1月14日  | 島根県事務官・第四部長             | 和歌山県事務官 第一部長兼第三部長     |                        |
| 12 | 事務官 第四部長 警務長  | 佐藤勧     | 1907年1月14日  | 1907年7月13日  | 奈良県事務官・第二部長             | -                                     |                        |
| 12 | 事務官 警察部長 警務長  | 佐藤勧     | 1907年7月13日  | 1908年6月12日  | -                                  | 千葉県事務官・警察部長                |                        |
| 13 | 事務官 警察部長 警務長  | 吉留寛夫   | 1908年6月12日  | 1909年7月30日  | 青森県事務官・警察部長             | 休職                                  |                        |
| 14 | 事務官 警察部長 警務長  | 脇田琥一   | 1909年7月30日  | 1909年12月27日 | 愛媛県事務官・警察部長             | 休職                                  |                        |
| 15 | 事務官 警察部長 警務長  | 広瀬直幹   | 1909年12月27日 | 1912年12月30日 | 青森県事務官                       | 内務書記官                            |                        |
| 16 | 事務官 警察部長 警務長  | 長岡隆一郎 | 1912年12月30日 | 1913年6月13日  | 神奈川県内務部勧業課長             | -                                     |                        |
| 16 | 警察部長                | 長岡隆一郎 | 1913年6月13日  | 1915年7月1日   | -                                  | 内務省警保局警務課長 兼衛生局保健課長 |                        |
| 17 | 警察部長                | 日比重雅   | 1915年7月1日   | 1915年12月11日 | 香川県警察部長                     | 三重県警察部長                        |                        |
| 18 | 警察部長                | 和田純     | 1915年12月11日 | 1918年3月5日   | 高知県警察部長                     | 愛媛県内務部長                        |                        |
| 19 | 警察部長                | 福永尊介   | 1918年3月5日   | 1919年4月19日  | 青森県視学官                       | 警視庁衛生部長                        |                        |
| 20 | 警察部長                | 宮脇梅吉   | 1919年4月19日  | 1920年9月14日  | 福井県警察部長                     | 広島県警察部長                        |                        |
| 21 | 警察部長                | 羽田格三郎 | 1920年9月14日  | 1922年8月19日  | 兵庫県内務部産業調査課長兼商工課長 | 佐賀県内務部長                        |                        |
| 22 | 警察部長                | 滋岡長彦   | 1922年8月19日  | 1924年6月4日   | 京都府視学官                       | 山口県内務部長                        |                        |
| 23 | 警察部長                | 田口易之   | 1924年6月4日   | 1924年12月20日 | 大阪府刑事課長                     | -                                     |                        |
| 23 | 書記官 警察部長         | 田口易之   | 1924年12月20日 | 1926年9月28日  | -                                  | 北海道庁部長・警察部長                |                        |
| 24 | 書記官 警察部長         | 横井直興   | 1926年9月28日  | 1927年5月17日  | 愛知県書記官・学務部長             | 大分県書記官・警察部長                |                        |
| 25 | 書記官 警察部長         | 村田武     | 1927年5月17日  | 1928年5月30日  | 福岡県書記官・学務部長             | 岐阜県書記官・警察部長                |                        |
| 26 | 書記官 警察部長         | 別宮秀夫   | 1928年5月30日  | 1929年7月8日   | 愛知県書記官・学務部長             | 北海道庁部長・警察部長                |                        |
| 27 | 書記官 警察部長         | 池田繁治   | 1929年7月8日   | 1931年8月29日  | 高知県書記官・警察部長             | 福島県書記官・内務部長                |                        |
| 28 | 書記官 警察部長         | 渡正監     | 1931年8月29日  | 1931年12月24日 | 警察講習所教授                     | 静岡県書記官・学務部長                |                        |
| 29 | 書記官 警察部長         | 山口織之進 | 1931年12月24日 | 1932年6月30日  | 休職香川県警察部長                 | 休職                                  |                        |
| 30 | 書記官 警察部長         | 山内義文   | 1932年6月30日  | 1934年11月10日 | 熊本県書記官・警察部長             | 高知県書記官・総務部長                |                        |
| 31 | 書記官 警察部長         | 内藤寛一   | 1934年11月10日 | 1935年5月25日  | 長野県書記官・学務部長             | 内務書記官                            |                        |
| 32 | 書記官 警察部長         | 長船克巳   | 1935年5月25日  | 1936年7月25日  | 長野県書記官・学務部長             | 熊本県書記官・警察部長                |                        |
| 33 | 書記官 警察部長         | 中村良三   | 1936年7月25日  | 1939年4月21日  | 宮崎県書記官・経済部長             | 岡山県書記官・警察部長                |                        |
| 34 | 書記官 警察部長         | 桃井直美   | 1939年4月21日  | 1940年4月10日  | 山梨県書記官・警察部長             | 鹿児島県書記官・警察部長              |                        |
| 35 | 書記官 警察部長         | 中村元治   | 1940年4月10日  | 1941年1月8日   | 福井県書記官・警察部長             | 新潟県書記官・警察部長                |                        |
| 36 | 書記官 警察部長         | 大野連治   | 1941年1月8日   | 1942年7月7日   | 内務事務官 兼鉄道省事務官          | 内務省監査官                          |                        |
| 37 | 書記官 警察部長         | 高野忠男   | 1942年7月7日   | 1942年11月1日  | 神奈川県人事課長                   | -                                     |                        |
| 37 | 部長 警察部長           | 高野忠男   | 1942年11月1日  | 1945年4月21日  | -                                  | 東京都教育局総務課長                  |                        |
| 38 | 部長 警察部長           | 村岡隆俊   | 1945年4月21日  | 1945年10月13日 | 愛知警察部経済保安課長             | 休職                                  |                        |
| 39 | 部長 警察部長           | 渡辺男二郎 | 1945年10月13日 | 1945年10月27日 | -                                  | -                                     | 兼任 本務:和歌山県部長 |
| 40 | 部長 警察部長           | 荻野隆司   | 1945年10月27日 | 1946年4月1日   | 大阪府警察局警務課長               | -                                     |                        |
| 40 | 地方事務官 警察部長     | 荻野隆司   | 1946年4月1日   | 1946年4月25日  | -                                  | 島根県警察部長                        |                        |
| 41 | 地方事務官 警察部長     | 高見三郎   | 1946年4月25日  | 1947年2月28日  | 警視庁保安課長                     | 奈良県経済部長                        |                        |
| 42 | 地方事務官 警察部長     | 間狩信義   | 1947年2月28日  | 1948年3月6日   | 警視庁警務課長                     | 国家地方警察本部防犯統計課長          |                        |